# لورانس أبو حمدان
لورانس أبو حمدان (مواليد 1985، عمان) هو فنان معاصر مقيم في بيروت. تركز أعماله الفنية على الآثار السياسية للاستماع، باستخدام أنواع مختلفة من الصوت لاستكشاف آثاره على حقوق الإنسان والقانون. بسبب عمله مع الصوت، شهد أبو حمدان كشاهد خبير في جلسات الاستماع الخاصة باللجوء في المملكة المتحدة. 
ظهرت أعماله في المعارض الجماعية الرئيسية بما في ذلك معرض الفنون البريطاني 8 (2015-17)، وفيبينالي ليفربول (2016)، وترينالي المتحف الجديد الثالث (2015). وفي معارض فردية لأعمال الفنانين في معرض تشيزنهال (2018)؛ ذا شو روم في لندن (2012)؛ كونستهالي سانكت غالن (2015)؛ وبورتيكوس في فرانكفورت (2016). كما أدرجت أعماله في مجموعات مجلس الفنون بإنجلترا  ومتحف الفن الحديث بنيويورك.
فاز بمشاركة تاي شاني وأوسكار موريللو وهيلين كاموك بجائزة تيرنر لعام 2019 عن عمله بناءً على مقابلات مع معتقلين سابقين في أحد السجون السورية. في سبتمبر 2023 يخطط لفتح وكالة باسم"إير شوت" (بالإنجليزية: Earshot)‏ وستكون "أول وكالة للتحليل الصوتي تخصص للمحققين مفتوحين المصدر ومجال حقوق الإنسان".

## وظيفته وعمله الفني
ولد أبو حمدان في عمان في الأردن، ونشأ في يورك في المملكة المتحدة. في عام 2000 لعب في سلسلة من فرق DIY، وكان ضمن فريق العمل إسامبارد كينجدم برونيل وفنانين آخرين قد أصدروا تسجيلات من علامة "أبست ذا ريذم" (بالإنجليزية: Upset The Rhythm)‏ ومقرها لندن. حصل أبو حمدان على درجة الدكتوراه من مركز أبحاث الهندسة المعمارية في كلية جولدسميث بجامعة لندن في عام 2017.
يصف أبو حمدان عمله بأنه معني بـ "سياسة الاستماع". يصف نفسه بأنه "أذن خاصة"، يواجه عمله أمثلة محددة من الاستماع والصوت من حيث صلتها بالسياقات القانونية والسياسية. في فيلمه الوثائقي الإذاعي لعام 2012م "الحقيقة الكاملة" استكشف التقنيات الجديدة التي كانت تحاول أن تكون بمثابة كاشفات للأصوات. في عام 2015م من أجل "ذا أرموري شو" (بالإنجليزية: The Armory Show)‏ في نيويورك، قام بتوزيع أكياس من رقائق البطاطس في أغلفة رقائق معدنية. اعتمد العمل على بحث أجراه علماء في معهد ماساتشوستس للتكنولوجيا حيث تمكنوا من تحويل الأشياء الشائعة إلى أجهزة استماع عن طريق التقاط الاهتزازات المسجلة على أشياء مادية ونقلها مرة أخرى إلى الكلام. واستخدمت تحقيقاته الصوتية كدليل في محاكم اللجوء والهجرة في المملكة المتحدة، ودعم منظمات مثل منظمة العفو الدولية ومنظمة حماية الطفل الدولية، وكذلك الباحثين في هندسة الطب الشرعي. يحتفظ أبو حمدان بقائمة جرد لشهود الأذن، والتي وصفها بأنها "مكتبة مؤثرات صوتية مصممة خصيصًا لطلب شهادة شهود عيان للقضايا القانونية والدعوى بالإضافة إلى مستودع للتجربة الصوتية." 
وقد فاز بجوائز منها جائزة (بالإنجليزية: Nam June Paik New Media)‏ لعام 2016م، وجائزة (بالإنجليزية: Edvard Munch)‏ لعام 2020م، وجائزة (بالإنجليزية: Turner)‏ لعام 2019م، والتي فاز بها بالاشتراك مع هيلين كاموك وأوسكار موريللو وتاي شاني. أقام معارض فردية في ويت دي مع روتيردام عام 2019، تيت مودرن في لندن، ومتحف هامر في لوس أنجلوس 2018م، بورتيكوس في فرانكفورت 2016م، متحف الفن سانت غالن 2015م، وفي القاهرة وبيروت 2013م. و معرض لندن 2012م و أوتريخت كاسكو في عام 2012م. أعماله موجودة في مجموعات متحف الفن الحديث وغوغنهايم وفان آبي ومركز بومبيدو وتيت مودرن.
أبو حمدان أيضاً زميل في جامعة شيكاغو، وكان ضيفًا في برنامج الفنانين DAAD في برلين من 2017 وحتى 2018م، وكان زميلًا في مركز فيرا ليست للفنون والسياسة في المدرسة الجديدة في نيويورك من عام 2015 وحتى 2017م.

## الجوائز والزمالات
- جائزة إدوارد مونك (2020).
- DAAD إقامة الفنانين البصريين (2017).[33]
- جائزة نام جون بايك (2016).[34]
- زميل مركز فيرا ليست، المدرسة الجديدة، نيويورك (2015–17).[35]
- جائزة تيرنر 2019.[36]

## المعارض
- معرض صفير سملر، بيروت (2019).

## المنشورات
- Hamdan، Lawrence (2016). Lawrence Abu Hamdan : (inaudible) : a politics of listening in 4 acts. Berlin: Sternberg Press. ISBN:978-3-95679-241-0. OCLC:965200118.

## روابط خارجية
- ضغط الكلمات: لورانس أبو حمدان في حوار مع أنتوني داوني